# اسید داستیل‌آسپرولوزیدیک

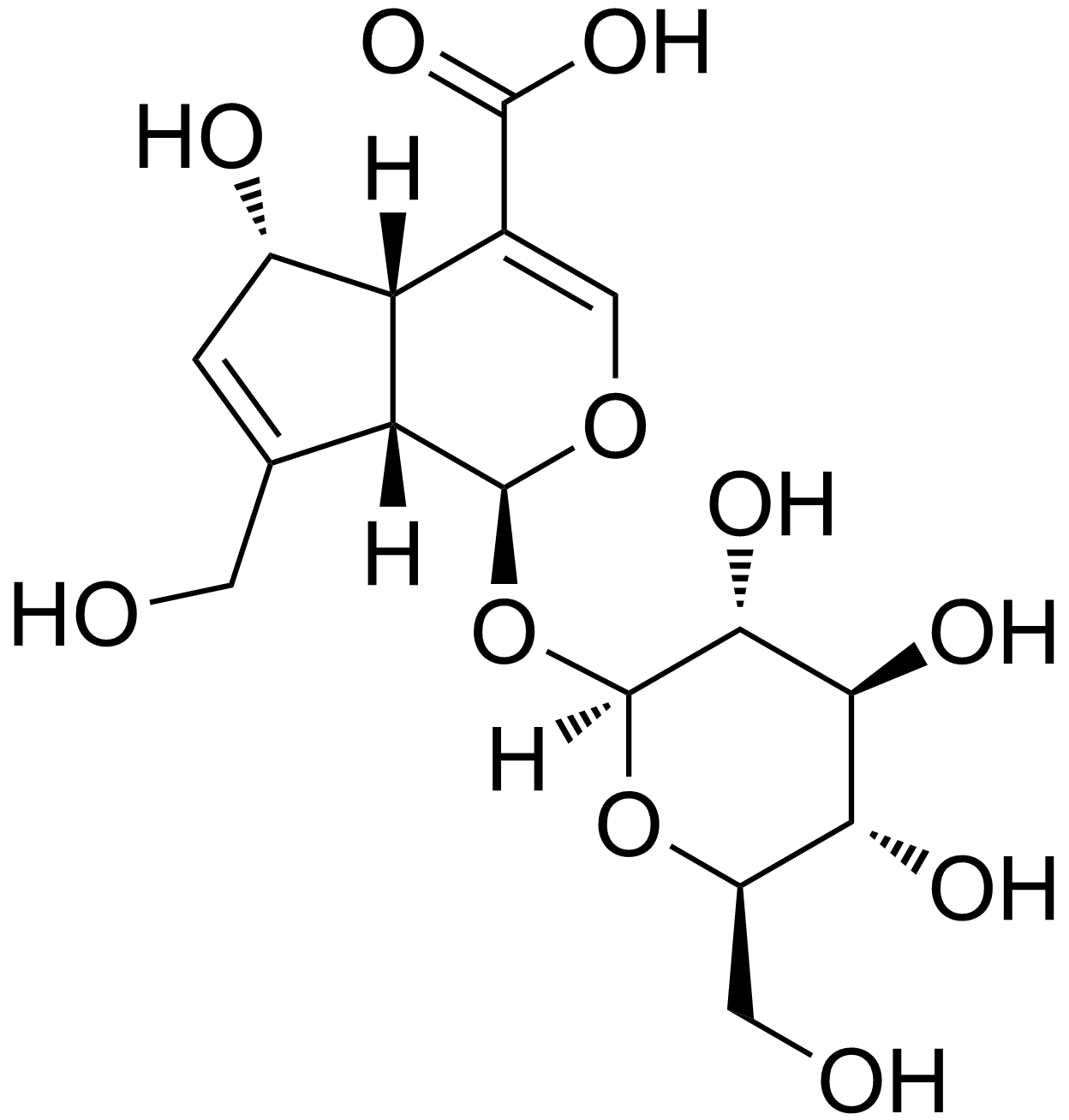
ساختار شیمیایی داستیل‌آسپرولوزیدیک اسید

اسید داستیل‌آسپرولوزیدیک (به انگلیسی: Deacetylasperulosidic acid) یک ترکیب شیمیایی با شناسه پاب‌کم ۴۴۱۵۳۵۵۹ است. 